# Cseke Róbert
Cseke Róbert (Alsójára, 1984. július 13. –) erdélyi magyar költő.

## Életpályája
1984-ben született Alsójárán (Kolozs megye). A Babeș–Bolyai Tudományegyetem hallgatója.
Erdélyi költő. Gimnáziumi éveiben kezdett el tudatosan modern versírással foglalkozni, majd hamarosan jelentősebb művészi körökben is ismertté vált. Gyakran publikál és szerkeszt különböző irodalmi lapokban (Helikon).

## Művei
- Keleti katasztrófa. Versek; Kriterion, Kolozsvár, 2009